# Katsuki Umezu
Katsuki Umezu (梅津 克貴 Umezu Katsuki?), född 3 april 1999 i Nara prefektur, är en japansk fotbollsspelare.
Umezu började sin karriär 2016 i Gamba Osaka.